# Lecania brunonis
Lecania brunonis är en lavart som först beskrevs av Edward Tuckerman, och fick sitt nu gällande namn av Herre. Lecania brunonis ingår i släktet Lecania och familjen Ramalinaceae.   Inga underarter finns listade i Catalogue of Life.